# Dolnja Lokvica
Dolnja Lokvica je naselje v Občini Metlika.